# La Chapelle-sous-Uchon
 La Chapelle-sous-Uchon  es una población y comuna francesa, en la región de Borgoña, departamento de Saona y Loira, en el distrito de Autun y cantón de Mesvres.

## Demografía
| 285 | 216 | 211 | 193 | 195 | 211 |
| Para los censos de 1962 a 1999 la población legal corresponde a la población sin duplicidades (Fuente: INSEE [Consultar]) |     |     |     |     |     |